# Andrés López Correa
Andrés López Correa (9 de mayo de 1992) es un deportista mexicano que compitió en bádminton. Ganó una medalla de bronce en los Juegos Panamericanos de 2011, en la prueba de dobles.

## Palmarés internacional
| Juegos Panamericanos | Juegos Panamericanos | Juegos Panamericanos | Juegos Panamericanos |
| Año                  | Lugar                | Medalla              | Prueba               |
| -------------------- | -------------------- | -------------------- | -------------------- |
| 2011                 | Guadalajara (México) | Medalla de bronce    | Dobles               |